# Граудынь, Владимир Владимирович
Владимир Владимирович Граудынь (род. 4 октября 1963 года в Москве, СССР) — советский легкоатлет, который специализировался в беге на 800 метров. Серебряный призёр чемпионата мира в помещении 1987 года. Выступал на олимпийских играх 1988 года, где смог дойти до четвертьфинала. На чемпионате Европы 1986 года занял 5-е место в полуфинале, и тем самым не смог выйти в финал. Мастер спорта международного класса.
Жена Владимира Юлия Граудынь (род. 1970) — советская и российская легкоатлетка, выступавшая в барьерном беге на спринтерские дистанции, призёр чемпионатов мира и Европы, многократная чемпионка России, рекордсменка России.
Директор СДЮСШОР по лёгкой атлетике им. братьев Знаменских.

## Личные рекорды
- 800 м — 1:44.10 (2 июля 1988, Осло)
- 800 м (в зале) — 1:47.68 (8 марта 1987, Индианаполис)